# Влакнест игловръх
Влакнестият игловръх (Alyssum hirsutum) е вид растения от семейство Кръстоцветни (Brassicaceae).
Таксонът е описан за пръв път от Фридрих Аугуст Маршал фон Биберщайн през 1808 година.